# Chalcides mauritanicus
Chalcides mauritanicus és una espècie de sauròpsid (rèptil) de la família Scincidae que viu al nord d'Àfrica.

## Descripció
Espècie d'aspecte vermiforme, d'extremitats molt reduïdes que delaten un comportament excavador a les zones sorrenques on habita.

## Distribució
La seva àrea de distribució, a més de discontínua, està restringida a una estreta franja costanera mediterrània entre la península del cap de Tres Forcas i les proximitats de Trípoli.
L'única localitat d'Espanya on es troba l'espècie és l'extrem sud del territori de Melilla, en una zona coneguda com l'Hípica.